# دره‌اوستو (آرهاوی)
دره‌اوستو (به ترکی استانبولی: Dereüstü) یک منطقهٔ مسکونی در ترکیه است که در آرهاوی واقع شده‌است. دره‌اوستو ۱۶۴ نفر جمعیت دارد.